# Roar Hansen
Roar Hansen (* 28. Februar 1966 in Stidsvig) ist ein schwedischer Fußballtrainer.

## Werdegang
Als Spieler agierte Hansen im schwedischen Amateurbereich. Dabei war er für Tvärby IF, Stidsvigs IF, Kvidinge IF und Östra Ljungby IF aktiv, ehe er im Herbst 1989 seine Spielerlaufbahn beendete und im folgenden Jahr bei Stidsvigs IF seinen ersten Trainerjob antrat. 1992 wechselte er als Jugendtrainer zu Klippans BIF, hier rückte er 1995 zum Cheftrainer der Wettkampfmannschaft auf. 1998 wechselte er zum Ligarivalen Helsingborgs Södra, mit dem er als Tabellenzweiter seiner Viertligastaffel am Ende des Jahres erst in den Aufstiegsspielen zur dritten Liga scheiterte. Im folgenden Jahr gewann er mit dem Klub die Staffel, den Aufsteiger führte er in der Spielzeit 2000 auf den dritten Platz. Dennoch wechselte er innerhalb der Spielklasse zu Högaborgs BK.
2004 schloss sich Hansen als Assistenztrainer von Jan Jönsson dem Erstligisten Landskrona BoIS in der Allsvenskan an. Als der im Abstiegskampf befindliche Klub sich Anfang August von seinem Cheftrainer trennte, rückte Hansen als Interimstrainer nach. Nach einem Spiel rückte er wieder ins zweite Glied, Mats Jingblad übernahm den Trainerposten. Am Saisonende blieb die Mannschaft als Tabellenelfter in der höchsten Spielklasse. Auch im folgenden Jahr stand die Mannschaft im Abstiegskampf und verpasste letztlich in den Relegationsspielen gegen den Göteborger Verein GAIS den Klassenerhalt. Anschließend verließ Hansen im Dezember den Klub um ein Angebot des Drittligisten Ängelholms FF anzunehmen, als Cheftrainer in den kommenden zwei Jahren zu arbeiten. In seinem zweiten Jahr beim Klub stieg er in die zweitklassige Superettan auf, sein Vertrag wurde per Optionsausübung verlängert. Nachdem er die Mannschaft in den folgenden beiden Jahren im Mittelfeld der Tabelle platziert hatte, verlängerte er trotz des Interesses mehrerer Erstligisten im Oktober 2009 erneut seinen Vertrag um zwei Jahre.
Ende November 2010 kündigte Hansen seinen Vertrag bei Ängelholms FF, um beim Ligakonkurrenten Östers IF die Nachfolge von Hans Gren anzutreten. Als Tabellenvierter – ausgerechnet hinter Ängelholms FF – verpasste er in seinem ersten Jahr den Relegationsplatz zur Allsvenskan um drei Punkte, in der Zweitliga-Spielzeit 2012 war die Mannschaft um Andreas Wihlborg, Patrik Bojent, Freddy Söderberg und Mario Vasilj jedoch dominierende Kraft und stieg als Tabellenführer in die höchste Spielklasse auf. Dennoch wechselte Hansen den Klub und schloss sich Anfang Dezember Helsingborgs IF an, wo er einen Drei-Jahres-Vertrag unterzeichnete. Nach einem neunten Tabellenplatz in der Spielzeit 2014 verpflichtete der Klub mit Ex-Spieler Henrik Larsson einen neuen Trainer und Hansen sollte sich um die Weiterentwicklung der Spieler kümmern, im Dezember des Jahres verkündete er jedoch seinen Abschied vom Klub. Kurze Zeit später unterzeichnete er als Nachfolger von Peter Swärdh einen Drei-Jahres-Vertrag beim Ligakonkurrenten Åtvidabergs FF. Mit dem Klub stieg er am Ende der Spielzeit 2015 als Schlusslicht in die Superettan ab, dort belegte er in der Spielzeit 2016 den sechsten Platz. Anschließend übernahm Andreas Thomsson das Cheftraineramt, Hansen blieb als Manager beim Klub. In der folgenden Spielzeit verpasste er mit dem Klub den Klassenerhalt und stieg in die drittklassige Division 1 ab.
Ende 2017 verpflichtete IFK Värnamo Hansen als neuen Cheftrainer. Nach nur einem Jahr verließ er den Klub wieder, um zum mittlerweile in der viertklassigen Division 2 antretenden Ängelholms FF zurückzukehren. Den Klub führte er in die Drittklassigkeit, so dass er im Sommer 2022 seinen Vertrag verlängerte.